# Jesús Castro (actor)
Jesús Castro Romero (Vejer de la Frontera, Cádiz, 19 de enero de 1993) es un actor español. Saltó a la fama en 2014 al protagonizar junto a Luis Tosar la película El Niño, largometraje que consiguió en su primer fin de semana una recaudación de casi tres millones de euros, convirtiéndose en el mejor estreno del año de una película en España tras superar a Ocho apellidos vascos, la cinta española más vista de la historia. También es conocido por sus papeles de Paco Ben Barek en El príncipe de Telecinco o Lucas Morales en Mar de plástico de Antena 3.

## Trayectoria

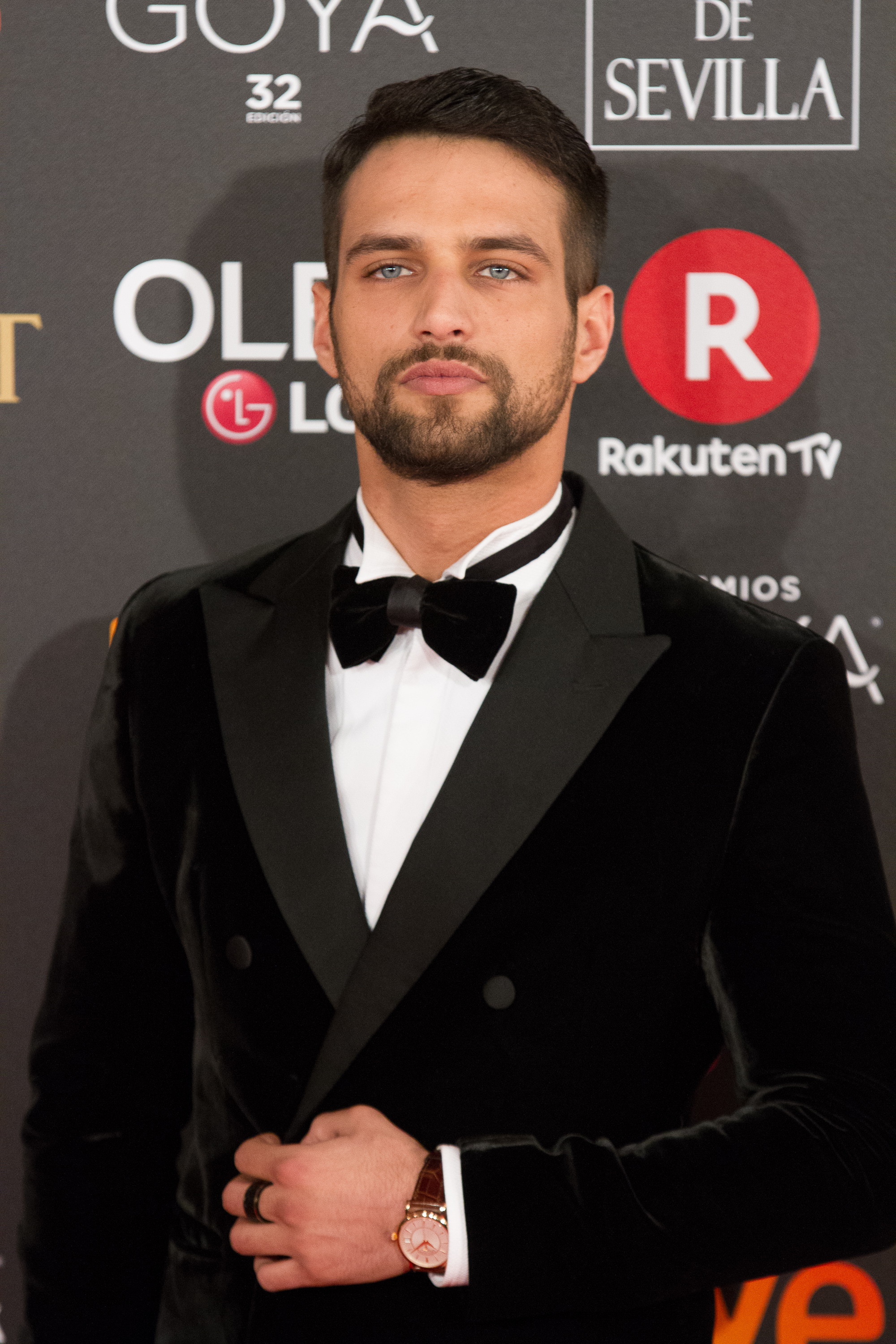
Jesús Castro en los Premios Goya 2018

Castro nació el 19 de enero de 1993 en el Hospital de Puerto Real, el más cercano a Vejer de la Frontera, localidad donde siempre ha vivido. Tiene un hermano y una hermana menores que él.
Antes de presentarse al casting para la que sería su película debut, estudiaba una FP de grado medio en Electrónica en el IES La Janda. También ha trabajado de relaciones públicas en una discoteca y echaba una mano en la economía familiar trabajando en la cafetería de su padre, un empresario de la construcción reconvertido en hostelero.
Consiguió el papel entre los más de tres mil jóvenes que se presentaron a la prueba de selección que preparó el equipo de Daniel Monzón para encontrar al protagonista de El Niño, la historia de un delincuente de poca monta que se juega la vida en el estrecho de Gibraltar traficando a bordo de su lancha motora.
Poco después de esta película que le llevó a la fama, alguien se fijó en él para que se presentase al casting de La isla mínima del director Alberto Rodríguez, que se estrenó en septiembre de 2014 en el Festival de Cine de San Sebastián, siendo el segundo largometraje donde Jesús Castro aparece, interpretando a "Quini".
También aparece en los diez últimos capítulos de la segunda y última temporada de El Príncipe, donde se mete en la piel de Paco Ben Barek. A continuación es fichado por el equipo de casting de Mar de plástico, serie de Antena 3 en la que interpreta a Lucas Morales durante la primera temporada.
En el año 2017 se emite Perdóname, Señor, una serie producida por Mediaset España en colaboración con Gossip Events & Productions, en la que Jesús da vida a Rafael.
En 2018 ficha por La Reina del Sur 2, continuación de la conocida telenovela de Telemundo encabezada por Kate del Castillo, además de formar parte del reparto de las series Secretos de Estado y Brigada Costa del Sol de Telecinco (en la última en asociación con Netflix).
Castro también ha participado en algunos concursos de televisión, ligados principalmente a televisión española; entre los cuales se destacan Masterchef Celebrity 5 junto a Flo, Celia Villalobos o Ainhoa Arteta entre otros,  Typical Spanish donde coincide con Toñi y Encarna Salazar,  Laura Sánchez y Lorenzo Caprile, así como El cazador donde coincide con Alba Carrillo, Jorge Sanz y Genoveva Casanova.

## Filmografía

### Cine
| Año  | Título                      | Papel                     | Dirección                    |
| ---- | --------------------------- | ------------------------- | ---------------------------- |
| 2014 | El Niño                     | El Niño                   | Daniel Monzón                |
| 2014 | La isla mínima              | Joaquín Varela el "Quini" | Alberto Rodríguez            |
| 2020 | Mi gran despedida           | Sebas                     | Antonio Hens y Antonio Álamo |
| 2021 | Hombre muerto no sabe vivir | Trujillo                  | Ezekiel Montes               |

### Series de televisión
| Año         | Título                | Papel                          |
| ----------- | --------------------- | ------------------------------ |
| 2015        | Mar de plástico       | Lucas Morales                  |
| 2015 - 2016 | El Príncipe           | Paco Ben Barek                 |
| 2017        | Perdóname, Señor      | Rafael "Rafa" Lachambre Medina |
| 2019        | Secretos de Estado    | Andrés Rivera Blanco           |
| 2019        | La reina del sur 2    | Jesús                          |
| 2019        | Brigada Costa del Sol | Sebastián Terrón               |
| 2020        | Madres. Amor y vida   | Charlie                        |
| 2022        | Diario de un gigoló   | Emanuel                        |

### Programas de televisión
| Año  | Título               | Cadena | Función                   |
| ---- | -------------------- | ------ | ------------------------- |
| 2020 | MasterChef Celebrity | La 1   | Concursante- 3º Expulsado |
| 2020 | Typical Spanish      | La 1   | Concursante               |
| 2020 | El cazador           | La 1   | Concursante- 2º Expulsado |

## Premios y candidaturas
Premios Goya
| Año  | Categoría              | Película | Resultado |
| ---- | ---------------------- | -------- | --------- |
| 2014 | Mejor actor revelación | El Niño  | Nominado  |

Medallas del Círculo de Escritores Cinematográficos
| Año  | Categoría        | Película | Resultado |
| ---- | ---------------- | -------- | --------- |
| 2014 | Actor revelación | El Niño  | Nominado  |

Premios Gaudí
| Año  | Categoría                    | Película | Resultado |
| ---- | ---------------------------- | -------- | --------- |
| 2014 | Mejor protagonista masculino | El Niño  | Nominado  |